# Turnier der Dreißig
Das Turnier der Dreißig (engl. Combat of the Thirty / franz. Combat des Trente) am 26. März 1351 war ein verabredetes Gefecht im Stil eines Turniers zwischen den Häusern Blois und Montfort während des Bretonischen Erbfolgekriegs im Hundertjährigen Krieg. Jede Seite entsandte dreißig Ritter und Edelknappen, die sich auf halber Strecke zwischen den bretonischen Burgen Josselin und Ploërmel bekämpften.

## Vorgeschichte
Nach dem Tod von Jean III., Herzogs der Bretagne im Jahre 1341 erhoben sowohl sein Halbbruder Jean Montfort als auch Charles Blois, als Ehemann seiner Nichte Johanna von Dreux, Anspruch auf die Nachfolge. Während Blois vom französischen König Philipp VI. bestätigt wurde, erhielt Montfort vom englischen König Edward III. die Zusage ihn bei der Durchsetzung seiner Ansprüche zu unterstützen, wenn dieser Edward dafür als Lehnsherr und rechtmäßigen König von Frankreich anerkenne. Der zunächst regionale Streit um ein französisches Lehen wurde so bald für die übergeordnete Auseinandersetzung des Hundertjährigen Krieges zwischen England und Frankreich um den französischen Thron instrumentalisiert.
Nachdem Jean Montfort zunächst weite Teile der Bretagne unter seine Kontrolle gebracht hatte, unterlag er im November 1341 in der Schlacht bei Champtoceaux dem franko-bretonischen Heer von Charles Blois. Dieser nahm Montfort gefangen und besetzte in den folgenden Monaten fast die gesamte Bretagne. Ab August 1342 landeten in Brest die ersten englischen Truppen und konnten so die vollständige Niederlage des Hauses Montfort gerade noch abwenden. In den folgenden Jahren kam es immer wieder zu blutigen Scharmützeln auf beiden Seiten, sowie zu einigen größeren Schlachten (Morlaix, Saint-Pol-de-Léon, La Roche-Derrien) mit wechselndem Kriegsglück.

## Schlachtverlauf
Weil sich Robert Bramborough, der englische Kommandant von Ploërmel, nicht an den zu dieser Zeit gültigen Waffenstillstand zwischen England und Frankreich gehalten hatte, forderte ihn der französische Kommandeur des Gebietes, Jean de Beaumanoir zu einer Hastiludia heraus. Man verabredete, sich an der chêne de Mi-Voie (etwa: „Eiche des halben Weges“) zu treffen und in der Form eines Pas d'armes miteinander zu kämpfen. Beide Seiten sollten dreißig ihrer besten Kämpfer zu dem Waffengang mitbringen.
Beaumanoir führte dreißig Bretonen ins Feld, Bramborough brachte eine gemischte Truppe aus zwanzig Engländern (darunter Robert Knolles und Hugh Calveley), sechs deutschen Söldnern und vier Bretonen mit sich. Die Schlacht wurde mit Schwertern, Dolchen, Speeren und Streitäxten, zu Fuß sowie beritten ausgetragen und von beiden Seiten erbittert geführt. So soll Geoffroy du Bois zu seinem verletzten Anführer, als dieser um Wasser bat, grimmig gesagt haben: »Trinkt Euer Blut, Beaumanoir, der Durst wird schwinden« (franz. »Bois ton sang, Beaumanoir, la soif te passera«).
Nach Stunden der Schlacht wurde diese schließlich von Guillaume de Montauban entschieden, der sein Pferd bestieg und gleich sieben der englischen Streiter über den Haufen ritt. Die restlichen Kämpfer der anglo-bretonischen Seite streckten daraufhin die Waffen und ergaben sich. Zu diesem Zeitpunkt waren bereits alle an dem Kampf beteiligten Männer entweder schwer verletzt oder tot. Bramborough selbst war erschlagen worden, mit ihm sechs weitere Engländer. Die Anhänger des Hauses Blois hatten mindestens drei Tote, vielleicht mehr, zu beklagen. Die Gefangenen wurden gut behandelt und kamen wenig später gegen Zahlung einer nur geringen Lösegeldsumme wieder frei.

## Bedeutung der Schlacht
Während die Schlacht selbst keinen bedeutenden Einfluss auf den Ausgang des Bretonischen Erbfolgekriegs hatte, wurde sie doch überall in Europa zur Kenntnis genommen. Sie galt gemeinhin als Beispiel von herausragender Ritterlichkeit und wurde zum Thema von Minnegesängen, Gedichten und Malereien. Jean Froissart schilderte das Turnier der Dreißig in seinen Chroniken. Die Teilnehmer beider Seiten genossen allgemein großes Ansehen und Froissart berichtet, dass an der Tafel des späteren französischen Königs Charles V. ein Überlebender der Schlacht speiste, der für seine Teilnahme von den Anwesenden über alle Maßen geehrt wurde. 1828 wurde am Ort der Schlacht ein Gedenkstein errichtet.

## Die Kombattanten
| Die Kombattanten des Turniers der Dreißig       | Die Kombattanten des Turniers der Dreißig         |
| Haus Blois                                      | Haus Montfort                                     |
| ----------------------------------------------- | ------------------------------------------------- |
| Sir Jean de Beaumanoir, Gouverneur von Josselin | Sir Robert Bramborough, Kommandant von Ploërmel † |
| Sir Olivier Arrel                               | Sir Robert Knolles                                |
| Sir Caron de Bosdegas                           | Sir Thomas Billefort                              |
| Sir Geoffroy du Bois                            | Sir Thomas Walton                                 |
| Sir Yves Charruel                               | Sir Hugh Calveley                                 |
| Sir Guy de Rochefort                            | Sir Hervé Laxaualan                               |
| Sir Jean Rouxelot                               | Sir Richard Lalande                               |
| Sir Robin Raguenel                              | John Plesington                                   |
| Sir Huon de Saint-Hugeon                        | Richard Gaillard                                  |
| Sir Jean de Tinténiac                           | Hughes Gaillard                                   |
| Geoffroy de Beaucorps                           | Huceton Clemenbean                                |
| Hughes Capus-le-Sage                            | Hennequin de Guenchamp                            |
| Olivier de Fontenay                             | Renequin Hérouart                                 |
| Louis de Goyon                                  | Hennequin Le Mareschal                            |
| Alain de Keranrais                              | Raoulet d'Aspremont                               |
| Guillaume de la Lande                           | Gaultier l'Alemant                                |
| Guillaume de la Marche                          | Bobinet Melipart                                  |
| Geoffroy de Mellon †                            | Jean Troussel                                     |
| Guillaume de Montauban                          | Robin Adès                                        |
| Olivier de Monteville                           | Perrot Gannelon                                   |
| Maurice du Parc                                 | Guillemin-le-Gaillard                             |
| Tristan de Pestivien                            | Jennequin Taillard                                |
| Guyon de Pontblanc                              | Rango-le-Couart                                   |
| Geoffroy Poulard †                              | Raoul Prévot                                      |
| Simonet Pachard                                 | Dardaine †                                        |
| Geoffroy de la Roche                            | Repefort                                          |
| Jean de Serent                                  | Croquart der Deutsche                             |
| Alain de Tinténiac                              | Isannay                                           |
| Maurice de Tréziguify                           | Dagworth (Neffe von Sir Thomas Dagworth)          |
| Geslin de Trésiguidy                            | Helichon                                          |
|                                                 | Helecoq                                           |

Die oben aufgelisteten Namen sind dem im 14. Jahrhundert verfassten französischsprachigen Gedicht Le Poème du combat des Trente entnommen. Ob die dort verzeichnete Liste der Streiter tatsächlich korrekt ist, kann nicht gesichert gesagt werden, allerdings lässt die zeitliche Nähe des Gedichts zu den Ereignissen dies vermuten. Kurioserweise führt das Poème für das Haus Montfort 31 Namen an.
Auf anglo-bretonischer Seite fielen neun Teilnehmer des Kampfes, alle Überlebenden gingen in (kurze) Gefangenschaft. Die franko-bretonische Seite verlor mindestens drei Kämpfer, wobei alle ihre während der Schlacht gefangen Genommenen zum Schluss freigelassen wurden. Nur diejenigen Streiter, bei denen überliefert ist, dass sie zu den Gefallenen gehörten, sind in der Liste entsprechend verzeichnet.